# Pallacanestro Reggiana
La Pallacanestro Reggiana, anche conosciuta per motivi di sponsorizazzione come UNAHOTELS Reggio Emilia, è una società cestistica di Reggio Emilia militante in Serie A. Gioca le partite casalinghe presso il PalaBigi, sito in Via Guasco 8, all’interno del centro cittadino.
Ha raggiunto la finale scudetto per due volte nelle stagioni 2014-2015 e 2015-2016, ed è, inoltre, la squadra che vanta più presenze in Serie A/A1 (26 stagioni) senza mai aver vinto lo scudetto.
Nel suo palmares vanta la vittoria della EuroChallenge 2013-2014 e della Supercoppa italiana 2015. La compagine reggiana ha inoltre raggiunto, nella stagione sportiva 2017-2018, la semifinale di EuroCup sfidando la squadra russa del Lokomotiv Kuban.

## Storia

### La nascita
La Pallacanestro Reggiana viene fondata da un gruppo di amici il 3 settembre 1974: Enrico Prandi, Gianni Pastarini, Giorgio Bertani, Mauro Ponzi, Luigi Testa, Pierluigi Codeluppi, Alberto Bertolini, Massimo Vernillo. La squadra adotta inizialmente come colori sociali il bianco e l'azzurro e partecipa al campionato di Promozione, la sede in Reggio Emilia, via Adua 77, sponsor Magazzini Jolly dei sigg. Bonetta, Negri e Ferrari e subito promossa in serie D.

### La prima serie A

La Pall. Reggiana promossa in Serie A1 al termine del vittorioso campionato di Serie A2 1992-93

Nel 1977-78 la Pallacanestro Reggiana si fonde con la Cestistica Tricolore modificando i colori sociali negli attuali bianco e rosso; nel 1982 la squadra centra la prima storica promozione in serie A con l'allenatore Gianni Zappi, battendo a Udine la Pallacanestro Pavia. Dopo diverse stagioni in serie A con ottimi risultati (tra cui la promozione in serie A1 nel 1984 e l'arrivo di giocatori del calibro di Bob Morse, Joe Bryant, Roosevelt Bouie e Giuseppe Brumatti), nel 1992-93 arriva la stella americana Mike Mitchell, tuttora recordman di presenze e punti. Il giocatore, che aveva già disputato 10 campionati nella NBA, restò in biancorosso per sette stagioni fino a concludere la carriera proprio a Reggio Emilia al termine del campionato 1998-99.

### Consolini, Basile e semifinale play-off
Dopo aver riconquistato la serie A1 in varie occasioni, la Pallacanestro Reggiana torna di nuovo in A2; nel 1996-97 il team guidato dal coach Giordano Consolini e dal giovane Gianluca Basile viene nuovamente promosso in serie A1. Nella stagione seguente il ritorno in panchina di Dado Lombardi coincide con uno storico quarto posto in campionato, con il club biancorosso, salvatosi all'ultima giornata di regular season sconfiggendo ai supplementari la Fortitudo Bologna, che raggiunge (dopo aver eliminato le blasonate Milano e Treviso) la semifinale dei play-off scudetto, in cui viene eliminata dalla Fortitudo Bologna vicecampione. In quella stagione gli americani erano Mike Mitchell e Chris Jent.
L'anno seguente la Pallacanestro Reggiana disputa la sua prima storica Coppa Korać. Proprio durante la stagione 1998-99 la stella Gianluca Basile viene ceduta (a fronte di una cospicua contropartita) alla Fortitudo Bologna.

### Cimurri e l'inizio del calvario in A2
Nel 1999-2000 la società passa in mano a Chiarino Cimurri, ma la stagione non è fortunata ed i biancorossi tornano in A2. L'anno seguente la compagine reggiana, dopo aver disputato un'ottima stagione regolare, sfiora l'immediato ritorno in A1 perdendo nella finale dei play-off contro Livorno.

### Landi e la beffa
Nella stagione 2001-02 la società cambia ancora proprietario; a guidare il team reggiano come Presidente nel neonato campionato di Legadue è Stefano Landi.
I biancorossi disputano un campionato strepitoso che dominano durante l'intera stagione regolare, ma quell'anno solo una squadra otterrà la promozione dopo i play off, ed ancora una volta la beffa arriva nella finalissima dove il quintetto biancorosso, arricchito dall'arrivo a metà stagione di Ferdinando Gentile, viene battuto da Napoli.

### Fiba Cup e scudetto Under-20
Il campionato seguente ha un cabotaggio più modesto, ma la stagione è impreziosita dalla partecipazione nella Fiba Champions Cup e dalla conquista dello Scudetto nel campionato Under-20.
Da segnalare l'esplosione del giovane Angelo Gigli.

### Frates e la promozione
Nella stagione 2003-04 la Pallacanestro Reggiana guidata da Fabrizio Frates centra finalmente la promozione in serie A, dominando e vincendo il campionato di Legadue. Artefici della cavalcata bianco-rossa sono gli americani Alvin Young e Kiwane Garris, oltre ai vari Tutt, Gigli, Mordente e Damião.

### L'apogeo: finale Coppa Italia, qualificazione ULEB e le stelline italiane
La stagione successiva è ricchissima di soddisfazioni per i reggiani in cui brilla la stella di Angelo Gigli, il centro romano che nell'estate gioca nelle Summer League NBA.
Ma grazie al costante lavoro di valorizzazione dei giovani italiani operato da Fabrizio Frates esplodono sul palcoscenico più importante anche altri due elementi italiani: Marco Mordente e Giorgio Boscagin.
I biancorossi centrano senza troppi patemi la salvezza ed approdano meritatamente alle Final 8 di Coppa Italia, disputata a Forlì: dopo aver eliminato le favorite Olimpia Milano e Virtus Roma, i biancorossi reggiani arrivano in finale di Coppa Italia, dove si arrendono solo di fronte ai trevigiani di Ettore Messina (risultato 74-64 per i biancoverdi), guadagnando comunque la storica qualificazione alla ULEB Cup.
Altre gradite conferme della stagione sono Kiwane Garris (votato MVP nell'All Star Game di Torino), Marcelo Damião e il combattivo Ken Lacey.

### ULEB Cup e nuovi talenti
Ripartendo da Gigli e Boscagin, la squadra di coach Frates affronta l'Europa (in ULEB Cup), griffata Landi Renzo, ottenendo risultati sorprendenti: dapprima dominando il proprio girone, poi raggiungendo lo storico traguardo dei quarti di finale dove si vede sconfitta dai serbi dell'Hemofarm Vrsac.
Dall'avventura nella seconda competizione continentale la Bipop trae conferme ma soprattutto la scoperta di pedine fondamentali quali l'austriaco Benjamin Ortner (già prospetto NBA), Angelo Gigli, Luca Infante e Federico Pugi - frutti del vivaio biancorosso- oltre alla riscoperta del veterano Marco Carra; infine tutta la società si è arricchita di un notevole bagaglio di esperienza in ambito internazionale.
In campionato la falsa partenza pregiudica la rincorsa ai playoff, ma la Bipop non viene mai risucchiata nella lotta per la salvezza. Da segnalare il record di "triple" segnate in una singola partita del campionato di Serie A (in casa della Virtus Bologna) dall'americano Terrell McIntyre.
Intanto sono ben quattro le conoscenze reggiane alla corte di coach Carlo Recalcati nella nazionale azzurra: il capitano Gianluca Basile, Angelo Gigli, Marco Mordente e Giorgio Boscagin.

### L'esonero di Pasquali sostituito dal vice Menetti
La stagione 2006-07 inizia con risultati non positivi sia per difficoltà tecniche come il prematuro rilascio sul mercato di Marcelo Nicola, preso in estate per aggiungere esperienza al giovane roster, a causa di incomprensioni e contrasti con l'allenatore e la società, sia per l'infortunio occorso a Giorgio Boscagin.
A fronte di un disastroso bilancio di solo 2 vittorie dall'inizio della stagione, il 9 novembre 2006 viene esonerato Renato Pasquali, rimpiazzato dal suo vice Massimiliano Menetti; Pasquali è il primo allenatore della gestione Landi ad essere esonerato.
Menetti, già coach-assistant di Frates, è alla prima esperienza da head-coach.
Il posto in panchina non è l'unico a saltare, la Bipop attua in inverno una vera e propria rivoluzione spalmata su diversi mesi: in uscita tre giocatori, tra i quali il cecchino americano Mike Penberthy, acquistato con l'intenzione di farne la principale arma offensiva ma ridimensionato da scarsa forma ed infortuni, ed in entrata ben cinque ottimi elementi: Baxter, Flores, Lamma, Ress, ed il ritorno di Joey Beard.
Nella stagione 2006-07 la Bipop-Carire Under-21 allenata da Andrea Menozzi ottiene l'ennesimo risultato di prestigio. Il 25 aprile 2007 i giovani biancorossi capitanati da Francesco Mauceri conquistano il secondo tricolore Under-21 della storia della società. Dopo una partita al cardiopalma giocata al PalaBigi di Reggio Emilia, la squadra, trascinata da un grandioso Patrizio Verri, sconfigge la Benetton Treviso per 68-65. Al termine dell'incontro proprio la guardia Patrizio Verri è nominato MVP delle Final Four, mentre Luca Anselmi viene inserito nel miglior quintetto delle finali. Nel maggio 2007 a riprova dell'ottimo vivaio la Pallacanestro Reggiana conquista anche lo Scudetto nel Torneo 3 contro 3 under 14 della Federazione Italiana. Un torneo che vedeva all'avvio oltre 15.000 giovani cestisti a livello nazionale. La squadra reggiana, allenata da Rovacchi e composta da Grisanti, Gonzaga, Canuti e Lusuardi dopo aver eliminato Virtus e Fortitudo nelle finali regionali, si impone nelle finali di Jesolo alle 20 squadre finaliste.

### La retrocessione in LegaDue
Nonostante una rimonta nel girone di ritorno (con una striscia di 6 vittorie consecutive, record in serie A per la società), la differenza canestri negativa nei confronti delle dirette concorrenti ha condannato la Bipop alla retrocessione in Legadue all'ultima giornata, sconfitta per mano dell'Upea Capo d'Orlando guidata curiosamente da Alvin Young, l'ex-capitano biancorosso che portò nel 2004 Reggio Emilia nella massima serie.
Nella stagione successiva la squadra viene affidata a coach Franco Marcelletti, alla sua seconda esperienza in biancorosso. I colpi di mercato sono il ritorno del play Alvin Young e l'arrivo dell'esperto Leonardo Busca: sono loro, assieme a Benjamin Ortner, Luca Infante, Matteo Maestrello e Paul Marigney a trascinare il club fino alle semifinali playoff, dove viene fermata dall'Aurora Jesi. Proprio nel campionato 2007-08 disputa un'ottima stagione il giovanissimo Nicolò Melli, astro nascente del panorama cestistico italiano. È l'ennesima conferma dell'eccellente tradizione che caratterizza ormai da anni il vivaio reggiano.

### 2008-2010: Un anno deludente ed uno sorprendente
La stagione 2008-09 per la squadra reggiana (Sponsorizzata per il secondo anno consecutivo da Trenkwalder) inizia con il dichiarato obiettivo di centrare la promozione al campionato di Serie A. Il roster non viene rivoluzionato e mantiene l'ossatura della squadra che ha centrato la semifinale play-off l'anno precedente; confermati mister Franco Marcelletti, il capitano Alvin Young, Luca Infante, Matteo Maestrello, Marco Carra e il talentino Nicolò Melli (classe '91, uno dei migliori prospetti in Italia). Arrivano il playmaker Robert Fultz dalla Scavolini Spar Pesaro, Bryant Smith dal campionato cipriota, Chris Heinrich da Pavia e Filippo Masoni dal Basket Ferrara più i giovani provenienti dal vivaio Defant, Derraa, Campani e Ancellotti.
Il campionato inizia sotto la buona stella per i biancorossi che sconfiggono in casa la Reyer Venezia alla prima di campionato per 84-67. Durante il girone di andata spicca su tutte la vittoria sul campo del PalaWhirlpool contro la Cimberio Varese grazie ad un Melli straordinario. Purtroppo questo sarà il suo ultimo match giocato perché la domenica seguente dopo pochi secondi dall'inizio del match contro la Dinamo Basket Sassari il giovane sarà costretto ad uscire causa un infortunio che lo terrà fuori per oltre sette mesi e la sua assenza sotto canestro si farà sentire. Le due vittorie successive consentiranno a Reggio Emilia di terminare il girone di andata al primo posto solitario guadagnandosi la qualificazione alla Coppa Italia di Legadue come prima testa di serie. Qui però iniziò un periodo pessimo per i biancorossi che durerà per tutto il girone di ritorno che porterà i biancorossi dal lottare per la Serie A a quella per evitare la Retrocessione. Alla 17ª giornata l'allenatore Marcelletti viene esonerato e subentra Alessandro Ramagli ma le cose non cambiano: la squadra fallisce l'obiettivo della Coppa Italia perdendo contro la Vanoli Soresina al primo turno nella Final Four ed al termine del girone di ritorno, malgrado i nuovi innesti come Giorgio Boscagin (da Varese), Demián Filloy (dalla Sutor Montegranaro) e Glen McGowan più i tagli di Smith e Heinrich: la squadra sprofonderà fino al quattordicesimo posto collezionando tre vittorie e dodici sconfitte nel girone di ritorno.
Dopo questa scottatura i biancorossi, nella stagione 2009-10, ridimensionano i loro obiettivi allestendo una squadra giovane e competitiva con alcuni esperti di grande valore come l'ex nazionale lituano Donatas Slanina (che però un infortunio ad ottobre lo metterà fuori gioco per tutto il proseguimento del campionato) e l'ex virtussino Alessandro Frosini. Restano Nicolò Melli, Robert Fultz, Giorgio Boscagin e l'allenatore Alessandro Ramagli. Gli obiettivi sono quelli di far crescere i giovani e onorare il campionato. La stagione invece vede i reggiani grandi protagonisti e concludere secondi la stagione d'andata (qualificandoli alla Final Four di Coppa Italia) ma un calo nel finale di stagione li farà sprofondare al quinto posto in classifica a giocarsi i play-off contro Vigevano dopo esser stata per gran parte del campionato in lizza per la promozione diretta. La Pallacanestro Reggiana passa il primo turno vincendo la serie 3-2 dopo essere stata sotto per ben due volte (0-1 dopo la prima a Reggio Emilia, 1-2 dopo la prima a Vigevano) ma si deve arrendere in semifinale a Veroli Basket che, merito di una condizione fisica nettamente superiore, riesce ad eliminare i biancorossi vincendo la serie 3-0.

### Stagione 2010-11
La nuova stagione cestistica si apre con una scommessa: dopo l'addio di Alessandro Ramagli arriva alla corte di Via Martiri Della Bettola Piero Coen, allenatore al debutto in Legadue ma con alle spalle numerose esperienze nella Serie A Dilettanti. Abbandonano Reggio Emilia il talento di casa Nicolò Melli (destinazione Olimpia Milano), Giorgio Boscagin (Teramo Basket) e Jamar Smith. Arrivano Joel Salvi, Matteo Frassineti, Joe Smith e Romel Beck. Anche in società ci sono dei cambiamenti: Stefano Landi si dimette dalla carica di presidente a causa dei numerosi impegni di lavoro (ma rimanendo comunque nel CDA) e la carica è assunta da Ivan Paterlini. L'inizio campionato però non è soddisfacente e, dopo tre vittorie ed altrettante sconfitte (di cui due maturate in modo clamoroso), la società esonera Piero Coen e lo sostituisce con Alessandro Finelli. Dopo un mese di scarsi risultati, malumori e incomprensioni fra staff tecnico, coach e dirigenza, Alessandro Finelli rassegna le dimissioni alla vigilia del match Pallacanestro Reggiana - Reyer Venezia (12ª giornata girone di andata). La squadra è affidata al vice Massimiliano Menetti. La società si accorda in tempi record con Fabrizio Frates, che viene presentato quale nuovo head-coach con un contratto fino a luglio 2013.
Dall'arrivo del nuovo capo allenatore (che lascerà poi la società a fine stagione per accasarsi a Milano) la squadra cambia volto anche grazie alle partenze di Joe Smith, Romel Beck, Joel Salvi e agli arrivi di Dawan Robinson, Troy Bell e Roberto Chiacig. La squadra conquisterà la salvezza all'ultima giornata contro Veroli Basket e grazie alla contemporanea sconfitta di Scaligera Basket Verona contro Scafati Basket.

### Stagione 2011-12: il ritorno in A
La stagione 2011-12 si conclude con la vittoria del campionato di Legadue e la promozione in Serie A. In rosa figurano giocatori del calibro di Dawan Robinson, Donell Taylor, Riccardo Cervi, Michele Antonutti e Fabio Ruini. La Trenkwalder rimane nella parte alta della classifica per tutto il campionato e nelle ultime giornate conquista la vetta solitaria della classifica per non abbandonarla più: il 29 aprile 2012, vincendo per 71-67 contro l’Aget Imola ritorna in Serie A dopo 5 stagioni.

### Stagione 2012-13
La stagione parte con 2 acquisti, ovvero Andrea Cinciarini e Greg Brunner, tenendo però quasi lo stesso roster dell'anno prima. La prima parte di stagione proietta la Trenkwalder a più di metà classifica (ottavo posto), qualificandosi alla Coppa Italia, dove però venne sconfitta ai quarti da Siena. Al termine della regular season la squadra termina al 6º posto, un ottimo risultato per una squadra che l'anno prima era in Lega2. Ai quarti dei play-off trova la Virtus Roma. Dopo un'incredibile serie, Roma passò a gara 7 vincendo 4-3 e portandosi alle semifinali.

### Stagione 2013-14: primo titolo europeo
La stagione 2013-14 parte con una rivoluzione: via il capocannoniere della Lega, ovvero Donell Taylor; la squadra cambia sponsor, chiamandosi Grissin Bon Reggio Emilia. La squadra esordisce in Eurochallenge A Reggio arrivano James White e Koby Karl; inoltre vengono aggregati alla prima squadra i giovani Giovanni Pini e Ojars Sillins. Dopo la prima parte di stagione, la Grissin Bon si qualifica per il 2º anno consecutivo alla Coppa Italia. Ai quarti incontra Cantù e vince, approdando alle semifinali, dove si deve piegare a Sassari. Date le scarse prestazioni, si decide di fare uno scambio di giocatori: fuori Coby Karl, dentro Rimantas Kaukėnas. Il 27 aprile, a Bologna, la Grissin Bon conquista l'Eurochallenge, battendo in finale i russi del Zenit S. Pietroburgo (79-65). È il primo titolo europeo della storia della squadra. Al termine della stagione regolare, la Grissin Bon si piazza 7º. Ai play-off incontra la 2°, ovvero la Montepaschi Siena. Al termine di una lunga battaglia, Reggio si deve arrendere a Siena, perdendo gara 5 per 84-79 in casa della Montepaschi, che così approda in semifinale.

### Stagione 2014-15: prima finale scudetto
Questa stagione viene inaugurata con l'arrivo del MVP uscente Drake Diener da Sassari, del lituano Darjuš Lavrinovič dal Budyvelnik Kyev, dell'italiano Achille Polonara da Varese e vengono inseriti in prima squadra il play maker reggiano Federico Mussini e il ceco Adam Pecháček, proveniente dal settore giovanile della Virtus Bologna. Abbandonano la squadra James White, accordatosi con l'Unics Kazan, Greg Brunner, Troy Bell, Ariel Filloy, il capitano Michele Antonutti e Angelo Gigli, a fine prestito dall'Olimpia Milano. 
Nel precampionato si infortunano Ojars Silins, Giovanni Pini e Darjuš Lavrinovič, che viene sostituito dal gemello Kšyštof Lavrinovič. 
Durante la vittoria all'esordio al PalaTrento, si infortuna alla gamba anche Drake Diener e si rende dunque necessario l'ingaggio a gettone di Donell Taylor, reduce da una stagione a Venezia. A stagione in corso firmerà anche Vitalis Chikoko.
La Grissin Bon inaugura la stagione con alcune vittorie. 
I reggiani partecipano all'Eurocup per la prima volta dalla stagione 2005-06. 
Il girone comprende i tedeschi del Brose Baskets Bamberg e del Telekom Baskets Bonn, i francesi dello Strasburgo e del Paris-Levallois e gli spagnoli del CAI Zaragoza. 
Due sole vittorie contro Bamberg e Paris-Levallois non bastano e la squadra viene eliminata. 
Alla fine del girone d'andata Reggio è terza, avendo perso quattro gare: priva di Cervi e Darjus Lavrinović, la Grissin Bon saluta Donell Taylor, diretto al Maccabi Ashdod, e Ksystof Lavrinović, tornato in Lituania al Lietuvos Rytas di Vilnius.
Con una formazione ridimensionata causa infortuni, i reggiani giocano la Coppa Italia a Desio: viene sconfitta la neo-promossa Trento per 80-77 e per il secondo anno consecutivo viene raggiunta la semifinale, dove i biancorossi perdono contro la Dinamo Sassari detentrice del trofeo per 65-77. La regular season si conclude con un terzo posto.
Nei play-off la Grissin Bon, affronta l'Enel Brindisi. 
Reggio vince gara 1 78-76, ma viene sconfitta in casa 71-74 in gara 2. 
In gara 3 Brindisi vince 62-58, ma i reggiani vincono 62-73 gara 4. In gara 5 la Grissin Bon vince 86-62 e conquista la serie con il punteggio di 3-2.
Reggio Emilia accede dunque alla semifinale scudetto per la prima volta dal 1997. In semifinale gli emiliani incontrano la Reyer Venezia.
La Reyer si impone nettamente in gara-1 per 87-70; in gara-2 i reggiani vincono 69-72. In gara-3 Venezia vince 70-76, portandosi sul 2-1. In gara-4, la formazione di Menetti vince 79-60. In gara-5 Venezia vince 82-78, ma Reggio pareggia vincendo in gara-6. In gara-7 finisce 63-70 per gli emiliani che vincono la serie 4-3.
Approda, per la prima volta nella sua storia e con il fattore campo a favore, in finale con la Dinamo Sassari, che ha eliminato la favorita Milano in semifinale e vinto già Supercoppa e Coppa Italia nella Regular Season. In gara 1 e gara 2 Reggio prevale per 82-63 e 84-71. I sardi li riagganciano pareggiando la serie vincendo al PalaSerradimigni 80-77 in gara 3 e 94-90 in gara 4 dopo un supplementare. I reggiani riportano la serie a loro favore battendo la Dinamo 71-67 in gara 5, ma dopo una spettacolare gara 6 durata ben 3 supplementari, devono arrendersi per 115-108 a Sassari. Nella settima decisiva gara, dopo una partita quasi interamente condotta, si fa rimontare nell’ultimo quarto e perde 73-75, sfiorando solamente il suo primo scudetto.

### Stagione 2015-16: conquista della Supercoppa e seconda sconfitta in finale
In vista della nuova stagione, a Reggio Emilia arrivano Vladimir Veremeenko dalla Bandırma Banvit, squadra turca, Stefano Gentile dalla Pallacanenstro Cantù, l'azzurro Pietro Aradori dalla Reyer Venezia e Andrea De Nicolao da Verona che torna a giocare in serie A dopo un anno di assenza. La cessione più importante è stata senza dubbio quella di Andrea Cinciarini che si trasferisce a Milano, mentre Riccardo Cervi e Giovanni Pini sono in direzione Avellino, infine Vitalis Chikoko firmerà per la Scaligera Verona. A stagione in corso invece, poco prima dei play-off arriveranno Salvatore Parrillo rimasto svincolato dopo l'esclusione dell'Azzurro Basket Napoli dal campionato di serie B e Derek Needham dal Braunschweig, squadra tedesca.
La stagione 2015-16 si apre con la partecipazione alla Supercoppa Italiana che si è tenuta il 26 e 27 settembre 2015 al PalaRuffini di Torino. Il 26 settembre i biancorossi ritrovano in semifinale la Dinamo Sassari a pochi mesi di distanza dopo la rocambolesca finale scudetto, questa volta però ad avere la meglio è stata la squadra di Max Menetti che si impose 78-79. Il giorno seguente gli emiliani incontrarono per la finale la favorita Olimpia Milano dell' ex capitano biancorosso Andrea Cinciarini, la Grissin Bon riuscì a ribaltare il pronostico vincendo 80-68 conquistando così il primo trofeo nazionale.
Il 3 gennaio 2016 dopo aver battuto a Bologna la Virtus per 67-77 la Pallacanestro Reggiana diventa campione d'inverno per la prima volta nella sua storia, i biancorossi infatti chiudono il girone d'andata al primo posto con 22 punti (11 vittorie e 4 sconfitte). Il 19 febbraio la Pallacanestro Reggiana partecipa alla Coppa Italia, il cammino dei biancorossi però viene interrotto ai quarti di finale dopo la sconfitta per 87-94 contro la Sidigas Avellino. Migliore invece il cammino in EuroCup: la Pallacanestro Reggiana finisce al terzo posto nella regular season della competizione, valido per l'accesso alla last 32 dove terminerà l'avventura nel torneo (decisiva la sconfitta all'ultima giornata contro il Pınar Karşıyaka in terra turca). Dopo una stagione segnata anche da qualche infortunio terminerà al secondo posto in campionato con 42 punti.
I biancorossi ritrovano ai quarti di finale dei playoff la Dinamo Sassari, i reggiani superano il turno vincendo la serie per 3-0 nel remake della scorsa finale scudetto, imponendosi rispettivamente 85-68 e 82-75 al PalaBigi, e 85-99 in Sardegna. Accedono quindi in semifinale dove incontrano la Sidigas Avellino, dopo aver vinto in casa le prime due partite, i biancorossi cadono per due volte in terra Irpina e dopo che la Grissin Bon ha vinto gara 5, i biancoverdi vincono al PalaDelMauro portando la serie alla decisiva gara 7 dove la formazione di coach Max Menetti vincerà 85-80 ritornando così in finale ad un anno di distanza.
La Pallacanestro Reggiana dovrà vedersela in finale con la più quotata Olimpia Milano. Dopo le prime due partite che si sono giocate al Forum d'Assago ha visto prevalere la squadra di casa rispettivamente 87-80 e 94-73, tra le mura amiche, i biancorossi sono poi riusciti a raddrizzare la serie vincendo 81-72 gara 3 e 81-76 gara 4, in gara 5 Milano alla fine si confermerà la squadra più forte sul campo vincendo nettamente 97-73 per poi mettere le mani sul tricolore dopo due anni vincendo gara 6 70-74 al PalaBigi in una serie che fino a gara 5 ha sempre visto prevalere il fattore campo.

### Stagione 2016-17
Per la nuova stagione, vengono ingaggiati Sava Lešić dalla Union Olimpija, Delroy James dall'Enisey Krasnojarsk e Riccardo Cervi che fa così ritorno in biancorosso dopo una stagione passata ad Avellino. A lasciare il club emiliano sono Ojars Silins, Vladimir Veremeenko in direzione Brose Bamberg (squadra in cui militava il quel periodo il reggiano Niccolò Melli), Darjuš Lavrinovič si trasferisce nel Lietkabelis dove gioca suo fratello gemello Kšyštof che anch'esso ha avuto una breve esperienza a Reggio Emilia mentre Salvatore Parrillo si trasferisce a Cantù, da segnalare infine il ritiro dall'attività agonistica del capitano Rimantas Kaukėnas. La prima partita ufficiale della stagione è il 24 settembre con la Supercoppa Italiana, la Grissin Bon non riesce a difendere il titolo ottenuto l'anno precedente, i biancorossi infatti perdono 74-72 contro Avellino nella semifinale giocata a Milano. A metà stagione, date le scarse prestazioni, Delroy James è ceduto alla squadra turca di Balıkesir e Sava Lešić viene svincolato. Inoltre si assiste al ritorno del campione Rimantas Kaukėnas anche se non in veste in capitano. Vengono poi ingaggiati Jalen Reynolds militante a Recanati che verrà confermato anche per l'annata successiva e l'esperto, ma deludentissimo, Jawad Williams proveniente dalla AEK Atene con anche un passato in NBA. Conclude il girone d'andata al quarto posto, incontra ai quarti di finale della Coppa Italia Capo d'Orlando dove vince 63-61, perde la semifinale contro Milano 87-84. La Regular Season termina al sesto posto e viene eliminata ai quarti di finale dei playoff contro Avellino.

### Stagione 2017-18: semifinali di EuroCup
Il nucleo di giocatori italiani composto da Pietro Aradori, Achille Polonara, Andrea De Nicolao e Stefano Gentile non viene riconfermato e la squadra viene rivoluzionata, ripartendo con l’obbiettivo salvezza. Vengono riconfermati solo Amedeo Della Valle, Julian Wright (ingaggiato per i playoff del 2017), Jalen Reynolds e Riccardo Cervi, che diventa nuovo capitano della squadra. Come nuovi acquisti spiccano il ritorno di Federico Mussini dopo due anni trascorsi in NCAA, e l’arrivo della guardia/ala Manuchar Mark'oishvili, che ritorna in Italia dopo le esperienze con Treviso e Cantù. Vengono inoltre ingaggiati Leonardo Candi dalla Fortitudo Bologna, Niccolò De Vico dalla Pall. Biella, Garrett Nevels dal Lleida, il centro francese Landing Sané e l’ala Siim-Sander Vene, ceduto prima della partenza del campionato per un infortunio.
Dopo un catastrofico inizio da 0 vittorie e 6 sconfitte, la squadra conduce un campionato mediocre, conclusosi con il dodicesimo posto in classifica e l’esclusione dai playoff per la prima volta dal ritorno in serie A.
Molto diverso invece il cammino in EuroCup: dopo aver passato la prima fase (da menzionare la vittoria al PalaBigi per 90-82 contro l’imbattuta Bayern Monaco di Sasha Djordjevic) approda alle Top 16 della competizione, dove domina il suo girone, ottenendo così l’accesso ai playoff. Ai quarti di finale al meglio dei 3 incontra lo Zenit San Pietroburgo. Dopo aver vinto in casa la prima della serie per 75-61, perde in trasferta per 91-77, rimandando il tutto alla terza decisiva gara al PalaBigi, dove dopo un’ottima prestazione collettiva finisce 105-99 per i padroni di casa, che passano il turno. In semifinale i biancorossi dovranno vedersela con i più quotati Lokomotiv Kuban, ancora imbattuti all’interno della competizione. Alla fine la formazione russa prevarrà sulla Pallacanestro Reggiana per 82-65 in casa e 69-79 a Reggio Emilia, passando in finale. In generale, la stagione 2017-2018 reggiana viene ricordata di più per la grande cavalcata in EuroCup che per il campionato.
A fine stagione saluta Massimiliano Menetti che sarà avvicendato dal suo vice, Devis Cagnardi per la stagione 2018-19.

### Stagione 2018-19: un’annata complicata e una sofferta salvezza
La nuova stagione si apre con la conferma di Federico Mussini, Niccolò De Vico, Leonardo Candi, Pedro Llompart e Riccardo Cervi, in veste di capitano, a cui si aggiungeranno nel mercato estivo Raphael Gaspardo, Spencer Butterfield, Chinemelu Elonu, Eric Griffin e l’ex NBA Ricky Ledo.
Nonostante l’entusiasmo iniziale, la stagione si rivelerà presto come una delle più complicate della storia biancorossa, con le scelte del mercato estivo presto rivelatesi errate.
Dopo una partenza mediocre e due sconfitte clamorose, con conseguente contestazione della società da parte dei tifosi, vengono esonerati Chinemelu Elonu, Eric Griffin e Ricky Ledo, e si decide di abbandonare il formato 5+5 per virare sul più costoso 6+6: nella seconda versione del mercato vengono ingaggiati Bryon Allen, Benjamin Ortner e Pablo Aguilar. Questi cambiamenti non portano l’effetto sperato e per tutto il resto del 2018 la squadra non riesce a trovare continuità e si assesta all’ultimo posto. Ciò nonostante viene confermata la fiducia a Devis Cagnardi e vengono applicati ulteriori innesti all’organico biancorosso, dopo clamorosi errori di valutazione del mercato. Dopo una convincente vittoria contro Venezia (82-74 al PalaBigi) e un +42 rifilato a Pesaro (diretto concorrente per la salvezza), la squadra ritorna nei bassifondi della classifica e il 4 febbraio 2019 Cagnardi viene esonerato.
Dopo ulteriori innesti, la squadra viene affidata a Stefano Pillastrini nella sua “versione 3.0”: dopo la breve esperienza di K.C. Rivers, tagliato a fine gennaio, vengono ingaggiati Michael Dixon e Patrick Richard. Nonostante i nuovi acquisti e il cambio di allenatore, la squadra non riesce ad imporsi sul campo e rimane all’ultimo posto in classifica a pari merito con Pistoia, fino alla decisiva gara del 24 marzo 2019 proprio sul campo dei toscani. Reggio riesce a imporsi al PalaCarrara 76-80, ribaltando anche la differenza canestri.
Come ultimi innesti per la squadra vengono acquistati Darel Poirier (che non giocherà neanche una partita) e Darius Johnson-Odom (giocatore rivelatosi poi fondamentale per la salvezza), che, dopo aver di fatto costruito 4 squadre, conquisterà la salvezza matematica e la permanenza in serie A alla penultima giornata, con una vittoria in trasferta a Pesaro. Conclude quindi tredicesima sotto la guida di Stefano Pillastrini al quale non verrà confermato l'incarico per la successiva stagione.
In questa sofferta stagione hanno vestito la maglia della Pallacanestro Reggiana ben 19 giocatori, oltre a 2 allenatori.

### Stagione 2019-20
Stagione che inizia con la comunicazione di patron Stefano Landi che in conferenza stampa afferma che sarà la sua ultima stagione da numero 1 del club. Nonostante ciò viene preso come capo allenatore Maurizio Buscaglia coach di assoluto livello e prima scelta del club, che accetta l'incarico allestendo da subito un roster in formato 6+6 (italiani e stranieri) assieme al DS confermato Alessandro Frosini e il DG Filippo Barozzi. Con queste premesse la stagione parte sotto i migliori auspici per la tifoseria reggiana. Stagione non troppo soddisfacente con risultati altalenanti conclusa poi con la cancellazione della stagione sportiva a causa della pandemia di COVID-19. A fine maggio viene annunciato il ritorno di Alessandro Dalla Salda e la rifondazione della società per mano di 5 soci imprenditori reggiani, con l'esonero di Buscaglia e l'ufficializzazione di Antimo Martino come capo allenatore, uscente dalla Fortitudo Bologna.

### Stagione 2020-21: l’esilio all’Unipol Arena
La nuova stagione si apre con un altro cambiamento: l'azienda alimentare reggiana Grissin Bon non sarà più il main sponsor, chiudendo una partnership durata sette anni. Al suo posto arriva la catena alberghiera italiana UNAHOTELS. 
A causa della pandemia di COVID-19, la capienza degli impianti sportivi al chiuso venne inizialmente fissata al 25% (dopo poco però si sarebbe ritornati a giocare a porte chiuse fino al termine della stagione regolare). Ciò indusse la dirigenza reggiana, per ragioni di incasso economico, a non disputare le proprie gare interne al PalaBigi (dove sarebbero potute entrare poco più di 1100 persone), ma all’Unipol Arena di Casalecchio di Reno, dove di fatto ne sarebbero potute entrare più del doppio.
Dopo una prima parte di campionato molto convincente, con l'approdo alla Final Eight di Coppa Italia come ottava, la compagine reggiana ottiene un filotto negativo di 10 sconfitte consecutive, venendo risucchiata negli ultimi posti della classifica. Questo porta all'esonero di Antimo Martino e all'avvicendamento con Attilio Caja per la lotta finale alla salvezza. In Europe Cup perde nella bolla di Oradea contro i padroni di casa, alla terza uscita del nuovo allenatore e viene eliminata dal possibile accesso ai quarti di finale della competizione. Altra stagione che termina con una salvezza conquistata sul campo dal nuovo allenatore subentrato in corso d'opera, grazie alle fondamentali vittorie contro Pesaro, Varese e Cantù. A loro malgrado saranno proprio i canturini a raggiungere la matematica retrocessione nella penultima giornata di regular season, permettendo così la permanenza nella massima serie della società reggiana. La stagione infine termina con l'undicesimo posto in Serie A.

### Stagione 2021-22: finale di FIBA Europe Cup e il ritorno ai playoff
Stagione sempre targata UNAHOTELS che parte con la riconferma per coach Caja e di ben 5 giocatori della annata precedente (compresi i due giovani Diouf e Bonacini) capitan Candi, Baldi Rossi, Johnson; oltre ai due ritorni: Artūrs Strautiņš, frutto del settore giovanile, e quello importante di Andrea Cinciarini, in biancorosso dal 2012 al 2015. Il roster è completato nel precampionato dai tre americani Stephen Thompson, Mikael Hopkins e Bryant Crawford e dal baltico Osvaldas Olisevicius, tutte ottime scommesse del mercasto estivo.
Anche per questa stagione la squadra ha disputato le proprie gare casalinghe nell’impianto di Casalecchio di Reno. Ciò è dovuto alla contemporanea indisponibilità dell’impianto di via Guasco per il completamento della sua ristrutturazione, iniziata nel corso del 2021. Inizialmente così doveva essere solamente per il girone di andata, con il ritorno nel rinnovato PalaBigi previsto per il 23 gennaio, ma a causa di gravi ritardi di costruzione dovuti principalmente alla mancanza e all’aumento del costo dei materiali edili, venne rinnovata la concessione dell’Unipol Arena fino a fine stagione, provocando ulteriori notevoli disagi in termini di incassi e affluenza di pubblico.
Nonostante la lontananza dal proprio pubblico per il secondo anno di fila e alcuni pesanti infortuni occorsi durante l’annata, la squadra mostra estrema compattezza e determinazione durante tutto l’arco della stagione regolare e alla fine riesce ad ottenere il settimo posto in classifica con un bilancio totale di 15 vittorie e 15 sconfitte, riconquistando l’accesso ai playoff che mancava da cinque anni. Ai quarti di finale, viene eliminata per 3-0 dalla corazzata Olimpia Milano, che successivamente vincerà il suo ventinovesimo titolo contro la rivale Virtus Bologna.
In FIBA Europe Cup riesce ad accedere alla fase ad eliminazione diretta e, dopo aver sconfitto il Legia Varsavia nei quarti di finale e il Bakken Bears in semifinale, approda alle finali della competizione contro i turchi del Bahçeşehir Koleji, dove perde 69-72 la gara di andata all’Unipol Arena e 90-74 il ritorno in Turchia, sfumando così il suo possibile secondo titolo europeo.

### Stagione 2022-23: una stagione deludente
La stagione si apre inizialmente con un deciso cambio di rotta per quanto riguarda le ambizioni e le possibilità della società. In primo luogo viene sancito il ritorno di coach Massimiliano Menetti alla guida della squadra dopo 4 stagioni all’Universo Treviso; inoltre si ha la definitiva conferma del ritorno nel rinnovato palazzetto dello sport di Reggio Emilia, che dopo due anni e mezzo torna ad essere la casa del basket cittadina.
Per quanto riguarda il mercato, si opta fin da subito per il 6+6 e viene allestita una squadra molto profonda, in modo da tutelarsi agli impegni della squadra in campionato e in Basketball Champions League. Oltre alla conferma di Andrea Cinciarini, Mikael Hopkins, Osvaldas Olisevicius, Artūrs Strautiņš e Momo Diouf, vengono ingaggiati gli statunitensi Nate Reuvers, Sacar Anim e la guardia/combo esperta Kassius Robertson, già visto con la maglia della Fortitudo Bologna. Nel reparto italiani spicca la firma di Michele Vitali, reduce da un’annata alla Reyer Venezia, e di Gabriele Stefanini, prodotto del vivaio biancorosso. Completano l’interessante mercato estivo l’acquisto dell’ala grande DJ Funderburk e l'arrivo a sorpresa di Mateusz Ponitka, giocatore di assoluto livello con numerose esperienze in Eurolega, che firma un trimestrale estendibile fino a fine stagione, con opzione di uscita in caso di chiamata dalla principale competizione europea. Le aspettative di questa stagione, dunque, partivano con i migliori auspici.
Tuttavia, già dalle prime amichevoli di precampionato si cominciarono ad intravedere quelli che sarebbero stati i maggiori artefici di una stagione estremamente deludente e sofferta per la società reggiana: già la scelta di Robertson come vice Cinciarini, buona guardia tiratrice ma sostanzialmente inadatto al ruolo di playmaker/combo richiesto, e il rilascio prematuro di Ponitka, ceduto subito al Panatinaikos con un sostanzioso buyout senza averlo sostituito nelle rotazioni, furono solo da preludio alla serie di errori di mercato che avrebbero portato, in combinazione con infortuni e problemi di amalgama, ad un inizio da due sole vittorie in nove partite, facendo subito sprofondare la Reggiana all'ultimo posto in classifica. Di conseguenza Max Menetti viene esonerato e sostituito dal veterano coach serbo Dragan Šakota, specialista nel risollevare e condurre alla salvezza in campionato le sue squadre. Nonostante nuovi innesti di mercato, rivelatosi anch'essi inadatti, la squadra conclude un disastroso girone di andata con soli otto punti in classifica e tutti gli scontri diretti in classifica a proprio sfavore. In Champions League la squadra riscontra le medesime difficoltà (nonostante l’ottima vittoria iniziale sul campo dei futuri detentori del trofeo, Bonn) e non riesce ad accedere alla seconda fase della competizione, posizionandosi all’ultimo posto del suo girone con un record di 2-4.
Durante il girone di ritorno, complici anche ulteriori nuovi acquisti tra cui Jeremy Senglin e il pivot Marcus Lee, la squadra comincia a inanellare qualche vittoria, ma dimostra sempre un comportamento piuttosto discontinuo e, complice una classifica corta e le contemporanee vittorie delle dirette concorrenti per la permanenza in Serie A, non riesce mai a superare le ultime due posizioni della classifica. Momento fondamentale della stagione la vittoria alla 24ª giornata al PalaBigi contro la diretta rivale Scafati per 78-70 ai tempi supplementari, dopo aver rimontato un disavanzo di 15 punti nell'ultimo periodo, che ha aperto un filotto di tre vittorie consecutive che ha temporaneamente consentito agli uomini di coach Šakota di uscire dalla zona retrocessione a quattro turni dalla fine del campionato.
Ciononostante le successive tre partite, tutte e tre perse, hanno di nuovo inguaiato la Pallacanestro Reggiana, rimandando la propria salvezza all'ultima giornata in casa contro Trento, dove vince per 94-70 e, complice la contemporanea sconfitta di Trieste sul campo di Brindisi e con la differenza canestri complessiva a proprio favore, conquista la permanenza in Serie A per la dodicesima stagione consecutiva, condannando i giuliani al penultimo posto e, di conseguenza, alla Serie A2.
A fine stagione, Alessandro Dalla Salda rassegna le proprie dimissioni da amministratore delegato (diretto a Napoli) e la presidessa Veronica Bartoli annuncia la riorganizzazione dello staff societario, con la firma di Claudio Coldebella come general manager della squadra che si pone come punto di svolta radicale rispetto alle ultime passate stagioni.

### Stagione 2023-24: il cambio di rotta e nuovo ritorno ai playoff
In vista della dodicesima stagione consecutiva nella massima serie, il neo GM decide di effettuare un taglio netto con il recente passato. In accordo con il nuovo coach Dīmītrīs Priftīs, già con Coldebella in una precedente esperienza all’UNICS Kazan, allestisce una squadra talentuosa, con molti punti nelle mani e con diversi colpi clamorosi messi a segno durante il mercato estivo, confermando i soli Vitali e Cipolla dall’annata precedente: arrivano Kevin Hervey, già visto in Italia con la casacca della Virtus Bologna e reduce da una stagione di stop, il cecchino veterano Jamar Smith, il centro Darion Atkins proveniente da Trento, il fantasista playmaker Briante Weber e soprattutto la guardia Langston Galloway, con all’attivo diverse partecipazioni in NBA, vero colpo di mercato estivo della società di Via Martiri della Bettola. Nel reparto italiani arrivano Lorenzo Uglietti da Napoli e Matteo Chillo da Venezia, oltre che al ritorno in società di Sasha Grant. Conclude il roster 2023-24 il lancio in quintetto di Momo Faye, altro interessante prospetto del settore giovanile biancorosso.
Con una squadra notevolmente diversa rispetto a quelle allestite negli ultimi anni, il girone d'andata si conclude con la Pallacanestro Reggiana vittoriosa per 9 partite su 15 giocate, piazzandosi al 6º posto in classifica e ottenendo così la qualificazione alla Coppa Italia. Spiccano le prestazioni dei nuovi innesti, quali Langston Galloway, Jamar Smith e Momo Faye. Invece la coppia di lunghi Darion Atkins e Kevin Hervey deludono le aspettative, soprattutto quest'ultimo a causa dell'atteggiamento non positivo in squadra verrà esonerato a fine gennaio dopo la sconfitta con Tortona. 
Il 13 Febbraio viene ingaggiato l'americano Tarik Black per rinforzare il reparto lunghi
Il 15 Febbraio la Pallacanestro Reggiana esordisce in Coppa Italia con l'inaspettata vittoria sulla Virtus Bologna 81-72. Nel successivo turno verrà invece sconfitta dopo un tempo supplementare da Napoli Basket, poi vincitrice della competizione, per 87-78. 
Nonostante un comportamento ondivago, caratterizzato da grandi prestazioni casalinghe e spesso sonore sconfitte esterne, la Reggiana termina la stagione al 5º posto in classifica, ritornando così ai playoff e trovandosi come avversaria la Reyer Venezia. Dopo un ottimo inizio di serie che la vede in vantaggio per 1-2 grazie all’iniziale vittoria al Taliercio, perde le successive due partite venendo eliminata ai quarti di finale. 

### Stagione 2024-25
Confermato coach Priftīs e guadagnato l’accesso alla Basketball Champions League, la campagna acquisti si è incentrata su giocatori di esperienza e già noti sul campionato italiano, in modo da garantire continuità al progetto avviato l’anno precedente. Salutano Alessandro Cipolla, Tarik Black, Briante Weber, Darion Atkins e Langston Galloway, quest’ultimo diretto alla ambiziosa neopromossa Trapani.
Come giocatori arrivano il talentuoso playmaker Cassius Winston, la guardia Jaylen Barford, l’ala grande Kwan Cheatam e il lungo Stéphane Gombauld dalla Dinamo Sassari. Per completare il reparto giovani viene ingaggiato Filippo Gallo in sostituzione dell'uscente Alessandro Cipolla, giovane playmaker reduce da una stagione positiva a U.C.C. Piacenza e con la nazionale U21.
Il 28 novembre 2024 viene firmato a sorpresa l’ex giocatore NBA Kenneth Faried per aggiungere sostanza ed esperienza nel reparto lunghi.
Il girone d'andata di Regular Season si conclude col piazzamento al 6° posto in classifica e accesso alle Final Eight di Coppa Italia. La formazione guidata da Coach Dīmītrīs Priftīs uscirà dalla competizione al primo turno, perdendo 85-80 contro l'Aquila Basket Trento.
In Basketball Champions League la franchigia si classifica al 3° posto del girone F, con 3 vittorie e 3 sconfitte. Accede ai Play-In contro la corazzata Telekom Baskets Bonn, riuscendo a vincere l'andata 94-91 e il ritorno al Palabigi per 73-70 e passando il turno. Nel girone K delle TOP16 si classifica 2° alle spalle di Laguna Tenerife, con 3 vittore e 3 sconfitte. La vittoria in casa contro BAXI Manresa 85-70 risulterà determinante per la qualificazione ai quarti di finale contro Unicaja Malaga. La formazione reggiana dovrà poi arrendersi allo strapotere degli Spagnoli, che si impongono 105-68 nella partita d'andata e 82-72 nel match di ritorno al Palabigi.
La regular season termina l'11 maggio, con la vittoria in casa contro Estra Pistoia, già retrocessa. La Pallacanestro Reggiana si classifica al 7° posto, con 18 vinte e 12 perse. Accede ai Play-Off contro Trapani Shark

## Roster 2024-2025
Aggiornato al 10 aprile 2025.
| Pallacanestro Reggiana 2024-2025 | Pallacanestro Reggiana 2024-2025 |
| Giocatori                        | Staff tecnico                    |
| -------------------------------- | -------------------------------- |

| N. | Naz.                   | Ruolo | Nome               | Anno | Alt.   | Peso   |  |
| -- | ---------------------- | ----- | ------------------ | ---- | ------ | ------ |  |
| 0  | Stati Uniti (bandiera) | G     | Jaylen Barford     | 1996 | 191 cm | 92 kg  |  |
| 5  | Stati Uniti (bandiera) | P     | Cassius Winston    | 1998 | 185 cm | 84 kg  |  |
| 11 | Senegal (bandiera)     | C     | Mouhamed Faye      | 2005 | 205 cm |        |  |
| 13 | Francia (bandiera)     | C     | Stephane Gombauld  | 1997 | 205 cm | 103 kg |  |
| 14 | Italia (bandiera)      | AP    | Sasha Grant        | 2002 | 201 cm | 95 kg  |  |
| 15 | Stati Uniti (bandiera) | G     | Jamar Smith        | 1987 | 191 cm | 84 kg  |  |
| 16 | Italia (bandiera)      | P     | Lorenzo Uglietti   | 1994 | 192 cm | 84 kg  |  |
| 25 | Mali (bandiera)        | AC    | Elhadji Fainke     | 2005 | 203 cm |        |  |
| 31 | Italia (bandiera)      | G     | Michele Vitali (C) | 1992 | 196 cm | 86 kg  |  |
| 35 | Stati Uniti (bandiera) | C     | Kenneth Faried     | 1989 | 203 cm | 103 kg |  |
| 51 | Italia (bandiera)      | AC    | Matteo Chillo      | 1993 | 203 cm | 104 kg |  |
| 55 | Stati Uniti (bandiera) | AG    | Kwan Cheatham      | 1995 | 206 cm | 107 kg |  |

| Allenatore |
| - Dīmītrīs Priftīs                                                                                               |
| Assistente/i |
| - Federico Fucà - Giuseppe Di Paolo - Marco Rossetti Legenda - (C) Capitano - (IN) Inattivo - Infortunato Roster |

### Staff tecnico
- Allenatore:  Dīmītrīs Priftīs
- Vice Allenatore:  Federico Fucà
- Assistente:  Giuseppe Di Paolo,  Marco Rossetti
- Preparatore atletico:  Sandro Bencardino
- Fisioterapista:  Nicolò Fagandini

## Palmarès

### Competizioni nazionali
- Supercoppa italiana: 1 (2015)

- Legadue: 2 (2003-04), (2011-12)

### Competizioni internazionali
- EuroChallenge: 1 (2013-14)

### Competizioni giovanili
- Campionato italiano Under 21: 1 (2007)
- Campionato italiano Under 20: 1 (2003)

### Altri piazzamenti
- Campionato Italiano

Finale: 2014-15, 2015-16
- Coppa Italia

Finale: 2004
- Legadue

Finale: 2000-01, 2001-02
- EuroCup

Semifinale: 2017-18
- FIBA Europe Cup

Finale: 2021-22

### Premi individuali
Premi vinti da giocatori della Pallacanestro Reggiana durante la loro militanza nel club:
- Serie A/A1
  - Miglior Realizzatore: Mike Mitchell (1997-98) Media Punti 24,08
  - Miglior Realizzatore: Donell Taylor (2012-13) Media Punti 19,10
  - Miglior Assist-man: Andrea Cinciarini (2021-2022) Media Assist 10,3
  - Miglior Assist-man: Andrea Cinciarini (2022-2023) Media Assist 9,9
  - Miglior Quintetto - Regular Season: Andrea Cinciarini (2021-2022)
  - Miglior Under-22: Mouhamed Faye (2023-24)
  - Dirigente dell'anno: Alessandro Dalla Salda (2012-13)
- LegaDue
  - Miglior allenatore: Fabrizio Frates (2003–04)
  - Miglior allenatore: Massimiliano Menetti (2011–12)
- Supercoppa italiana
  - MVP: Amedeo Della Valle (2015)
- EuroCup
  - All-EuroCup First Team: Amedeo Della Valle (2017-2018)
- EuroChallenge
  - Final Four MVP: Andrea Cinciarini (2013-14)

## Partecipazioni

### Partecipazioni ai campionati
| Livello | Categoria | Partecipazioni | Debutto   | Ultima stagione | Totale |
| 1°      | Serie A1  | 11             | 1984-1985 | 1999-2000       | 27     |
| 1°      | Serie A   | 16             | 2004-2005 | 2024-2025       | 27     |
| 2°      | Serie A2  | 8              | 1982-1983 | 2000-2001       | 16     |
| 2°      | Legadue   | 8              | 2001-2002 | 2011-2012       | 16     |
| 3°      | Serie B   | 4              | 1978-1979 | 1981-1982       | 4      |
| 4°      | Serie C   | 2              | 1976-1977 | 1977-1978       | 2      |
| 5°      | Serie D   | 2              | 1974-1975 | 1975-1976       | 2      |

### Partecipazioni alle coppe nazionali
| Competizione            | Partecipazioni | Debutto | Ultima stagione | Totale |
| Coppa Italia            | 25             | 1984    | 2025            | 34     |
| Supercoppa Italiana     | 5              | 2000    | 2021            | 34     |
| Coppa Italia di Legadue | 4              | 2009    | 2011-2012       | 34     |

### Partecipazioni alle coppe europee
| Livello | Competizione                | Partecipazioni | Debutto   | Ultima stagione | Totale |
| 2°      | ULEB Cup / EuroCup          | 4              | 2005-2006 | 2017-2018       | 12     |
| 3°      | Coppa Korać                 | 2              | 1998-1999 | 1999-2000       | 12     |
| 3°      | FIBA Europe Champions Cup   | 1              | 2002-2003 | 2002-2003       | 12     |
| 3°      | EuroChallenge               | 1              | 2013-2014 | 2013-2014       | 12     |
| 3°      | Basketball Champions League | 2              | 2022-2023 | 2024-2025       | 12     |
| 4°      | FIBA Europe Cup             | 2              | 2020-2021 | 2021-2022       | 12     |

## Hall of Fame
- Piero Montecchi, playmaker (1982-1987 e 1995-1998)
- Pino Brumatti, guardia (1983-1987)
- Bob Morse, ala (1984-1986)
- Joe Bryant, ala grande (1989-1991)
- Mike Mitchell, ala piccola (1992-1999)
- Gianluca Basile, playmaker (1995-1999)

### Giocatori del decennio
- 1974-1984: Orazio Rustichelli
- 1984-1994: Piero Montecchi
- 1994-2004: Gianluca Basile
- 2004-2014: Alvin Young
- 2013-2016: Rimantas Kaukėnas

Miglior Giocatore dei Quarant'anni
- Mike Mitchell

## Allenatori
- 1974–1975:  Marzio D’Arrigo
- 1975–1978:  Giuseppe Ferretti
- 1978–1981:  Raimondo Vecchi
- 1981–1983:  Gianni Zappi
- 1983–1986:  Gianfranco Lombardi
- 1986–1987:  Cesare Pancotto
- 1987:  Leandro Ergelini
- 1987–1988:  Piero Pasini
- 1988:  Massimo Grisanti
- 1989–1991:  Joe Isaac
- 1991–1992:  Massimo Grisanti
- 1992–1994:  Virginio Bernardi
- 1994–1995:  Zare Markovski
- 1995–1997:  Giordano Consolini
- 1997–2000:  Gianfranco Lombardi
- 2000–2002:  Franco Marcelletti
- 2002–2003:  Luca Dalmonte
- 2003–2006:  Fabrizio Frates
- 2006:  Renato Pasquali
- 2006–2007:  Massimiliano Menetti
- 2007–2009:  Franco Marcelletti
- 2009–2010:  Alessandro Ramagli
- 2010:  Piero Coen
- 2010–2011:  Alessandro Finelli
- 2011:  Fabrizio Frates
- 2011–2018:  Massimiliano Menetti
- 2018–2019:  Devis Cagnardi
- 2019:  Stefano Pillastrini
- 2019–2020:  Maurizio Buscaglia
- 2020–2021:  Antimo Martino
- 2021–2022:  Attilio Caja
- 2022:  Massimiliano Menetti
- 2022–2023:   Dragan Šakota
- 2023-presente:  Dīmītrīs Priftīs

## Impianti di gioco
La Pallacanestro Reggiana gioca le proprie gare interne al PalaBigi, situato in via Guasco 8 nel centro storico di Reggio Emilia, nel quartiere della Basilica della Beata Vergine della Ghiara. 
Intitolato a Giulio Bigi, l'impianto è stato edificato nel 1968 ed è dotato di due tribune centrali, quattro settori laterali (tra cui il settore ospiti di 90 unità), due tribune laterali (di cui una è occupata dal gruppo ultras Arsân), un settore parterre, una zona hospitality e due tabelloni.
Da tempo la città chiede un nuovo palazzetto, ma più volte le proposte presentate dalla società non hanno trovato un comune accordo con la giunta comunale, tra cui quella di un'arena polifunzionale nel 2006 e quella di ristrutturazione e riqualifica della zona del PalaBigi nel 2015. 
Perciò, vista l'inadeguatezza dell'impianto rispetto ai traguardi raggiunti dalla squadra, la Pallacanestro Reggiana è stata costretta ad emigrare al PalaDozza di Bologna per la (vittoriosa) Final Four di EuroChallenge del 2014, seguita da 5.000 reggiani, e per l'Eurocup nella stagione 2014-2015, dove le presenze si sono attestate sulle 2.500.
Tra il 2016 e il 2017 si è svolto il primo stralcio di un intervento di riqualificazione del palazzetto e di Via Guasco, che ha portato la capienza da circa 3500 a 4600 persone (ciò ha portato la Pallacanestro Reggiana a giocare le prime due gare casalinghe ancora al PalaDozza durante la stagione 2016-2017). 
Durante la stagione 2020-2021 la squadra ha, invece, giocato le proprie gare interne all’Unipol Arena di Casalecchio di Reno per ovviare alla scarsità di biglietti vendibili all’interno del PalaBigi con le normative anti-covid vigenti. La stessa cosa accade nella stagione 2021-2022, dato che attualmente è in corso il secondo stralcio di ristrutturazione del PalaBigi. Esso prevede la posa di un nuovo parquet, in sostituzione di quello vecchio posato nel 1998, la rimozione della controsoffittatura, la sostituzione degli infissi nel lato est e ovest, e il rifacimento completo del piano interrato, compreso di spogliatoi, sala stampa e infermeria. La fine dell’intervento, inizialmente prevista per febbraio 2022, è stata posticipata a giugno 2022 per ritardi nella tabella di marcia, imputabili soprattutto alla scarsità dei materiali da costruzione.
La Palestra "Chierici" di via Cassala è invece la sede degli allenamenti, nonché delle gare del settore giovanile reggiano.

## Colori e simboli
I colori sociali della Pallacanestro Reggiana sono il bianco e il rosso. Il simbolo della società raffigura una “R” maiuscola con al fianco un cestista.

## Tifoseria

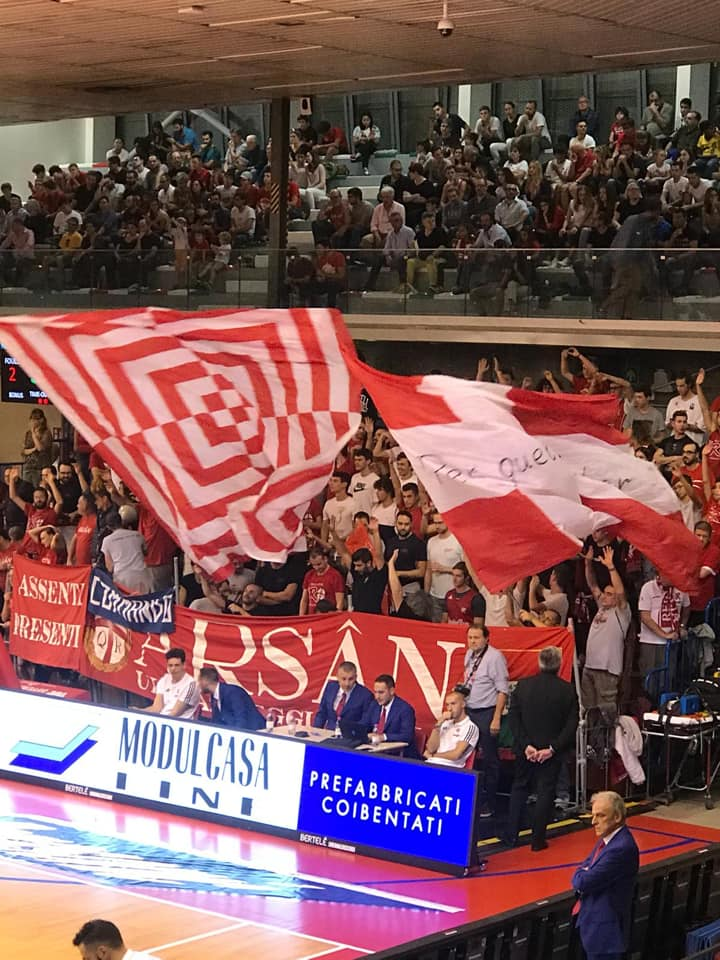
Gli Arsân in azione presso la curva del Palabigi (Parte di Via Guasco)

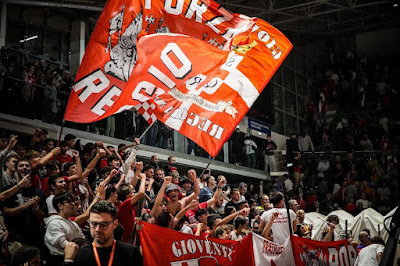
La "Curva Biancorossa" in azione durante una partita al Palabigi

La tifoseria organizzata che seguiva le partite della Pallacanestro Reggiana erano gli Arsân (espressione dialettale reggiana che in lingua italiana significa reggiani), il gruppo è stato fondato nel 2014 dalle ceneri dei vecchi gruppi ultras Square Heads (“Teste Quadre” in inglese, nate nel 1990 ben prima della celebre tifoseria che occupa la curva sud del Mapei Stadium) e Collettivo Biancorosso. Gli Arsân erano situati nella curva del PalaBigi, al lato di Via Guasco. Da settembre 2024, al posto degli Arsân, la curva è occupata da due nuove e giovani tifoserie organizzate: le tifoserie principali sono il Popolo Biancorosso e la Gioventù Reggiana con sottogruppo: i fratelli biancorossi.

### Gemellaggi e amicizie
Gli Arsân avevano rapporti di amicizia con il Commando Ultrà di Sassari e con la tifoseria organizzata della Pallacanestro Treviso. Recentemente, in seguito alla fondazione dei nuovi gruppi biancorossi, vi sono rapporti di rispetto reciproco con la tifoseria organizzata Pallacanestro Brescia. Oltretutto, vi sono spesso visite degli ultras della Reggiana calcio e viceversa. 

### Rivalità
La rivalità più sentita si ha con la Virtus Bologna, che dà vita al "Derby della Via Emilia". Altre rivalità storiche per i tifosi reggiani sono con le tifoserie di Fortitudo Bologna, Juvecaserta, Reyer Venezia, Pistoia,Cantù e Trapani Shark. A livello internazionale, si registrano screzi con la tifoseria dell'AEK Atene.

## Sponsor

### Abbigliamento tecnico
- 1996-1998: Nike, Inc.
- 1998-1999: Australian
- 2001-2007: Erreà
- 2007-2008: Evince
- 2008-2010: Nike
- 2010-2013: Erreà
- 2013-2019: Sportika
- 2019-2021: Adidas
- 2021-in corso: Macron

### Sponsor ufficiali
- 1974-1977: Magazzini Jolly
- 1977-1990: Cantine Riunite
- 1990-1993: Sidis
- 1993-1994: Ceramica Campeginese
- 1994-1995: Meta System
- 1996-1998: Cfm
- 1998-1999: Zucchetti Software
- 1999-2004: Bipop Carire
- 2004-2005: Bipop Carire

- co-sponsor maglia: Sintofarm, Grani&Partners
- co-sponsor pantaloncini: Grissin Bon, Turbo Diam
- 2005-2006: Bipop Carire

- co-sponsor maglia: Sintofarm 
- co-sponsor pantaloncini: Grissin Bon
- 2006-2007: Bipop Carire

- co-sponsor maglia: Sintofarm, Trenkwalder 
- co-sponsor pantaloncini: Grissin Bon, Mapei
- 2007-2008: Trenkwalder

- co-sponsor maglia: Sintofarm, Banca Reggiana, Provincia di Reggio Emilia 
- co-sponsor pantaloncini: Grissin Bon, Mapei
- 2008-2009: Trenkwalder

- co-sponsor maglia: Sintofarm, Banca Reggiana, Provincia di Reggio Emilia 
- co-sponsor pantaloncini: Grissin Bon, Mapei
- 2009-2010: Trenkwalder

- co-sponsor maglia: Sintofarm, Banca Reggiana, Provincia di Reggio Emilia 
- co-sponsor pantaloncini: Grissin Bon, Mapei
- 2010-2011: Trenkwalder

- co-sponsor maglia: Sintofarm, Banca Reggiana, Provincia di Reggio Emilia 
- co-sponsor pantaloncini: Grissin Bon, Mapei
- 2011-2012: Trenkwalder

- co-sponsor maglia: Ferrarini, CarServer, Banca Reggiana, Provincia di Reggio Emilia 
- co-sponsor pantaloncini: Grissin Bon, Mapei
- 2012-2013: Trenkwalder

- co-sponsor maglia: Ferrarini, CarServer, Banca Reggiana, Provincia di Reggio Emilia 
- co-sponsor pantaloncini: Grissin Bon, Mapei
- 2013-2014: Grissin Bon

- co-sponsor maglia: Ferrarini, CarServer, Banco Emiliano, Provincia di Reggio Emilia, Mapei, Risorse S.p.A 
- co-sponsor pantaloncini: Landi Renzo
- 2014-2015: Grissin Bon

- co-sponsor maglia: Ferrarini, CarServer, Banco Emiliano, Provincia di Reggio Emilia, Mapei, Risorse S.p.A 
- co-sponsor pantaloncini: Landi Renzo, Solimè La Tradizione Erboristica - Emak - Reggiana Gourmet
- 2015-2020: Grissin Bon

- co-sponsor maglia: Ferrarini, CarServer, Banco Emiliano, Mapei, Risorse S.p.a. Landi Renzo 
- co-sponsor pantaloncini: Solimè La Tradizione Erboristica, Emak
- 2020-in corso: UNA Hotels